# Schöppenberg
Der Schöppenberg ist eine rund 240 Meter hohe Erhebung in äußersten Süden der Stadt Wuppertal im Stadtteil Cronenberg.

## Topologie
Der Schöppenberg liegt in dem Städtedreieck Wuppertal, Solingen und Remscheid und in dem Dreieck, in dem der Morsbach bei Müngsten in die Wupper mündet. Die Wupper liegt im Westen am Fuß der Erhebung und das Tal des Morsbaches im Osten. Nach Norden hin geht der Schöppenberg in den Sudberg über.
Zwischen den Ortslagen Mittel- und Hintersudberg entspringt der Schöppenberger Bach, der den steilen, östlichen Hang des Schöppenberges hinab zum Morsbach fließt.
Im Tal des Morsbaches verläuft die Landesstraße 216 (L 216), die an zahlreichen ehemaligen Schleifkotten vorbeiführt. Im Westen, im Tal der Wupper, verläuft die Landesstraße 74 (L 74) die nach Norden nach den Stadtteilen Elberfeld und Vohwinkel führt. In Sichtweite liegt die Bahnstrecke Solingen–Remscheid mit der Müngstener Brücke.

## Bauwerke
Die Hänge des Schöppenbergs sind unbebaut und bewaldet und gehören zum Staatsforst Burgholz. Die Kuppe ist locker mit Wohnsiedlungen bebaut.

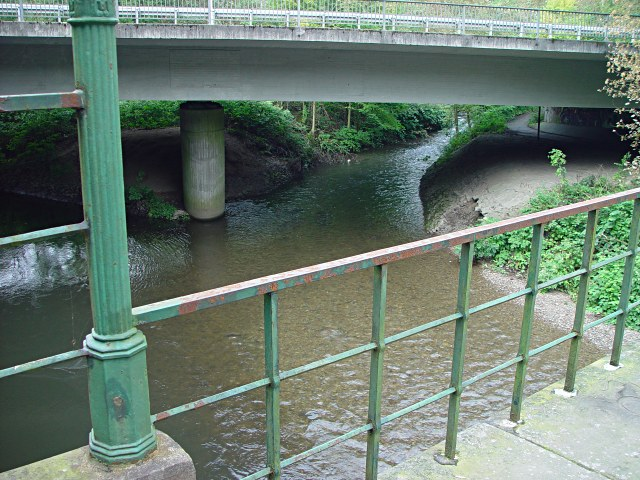
Mündung des Morsbachs in die Wupper
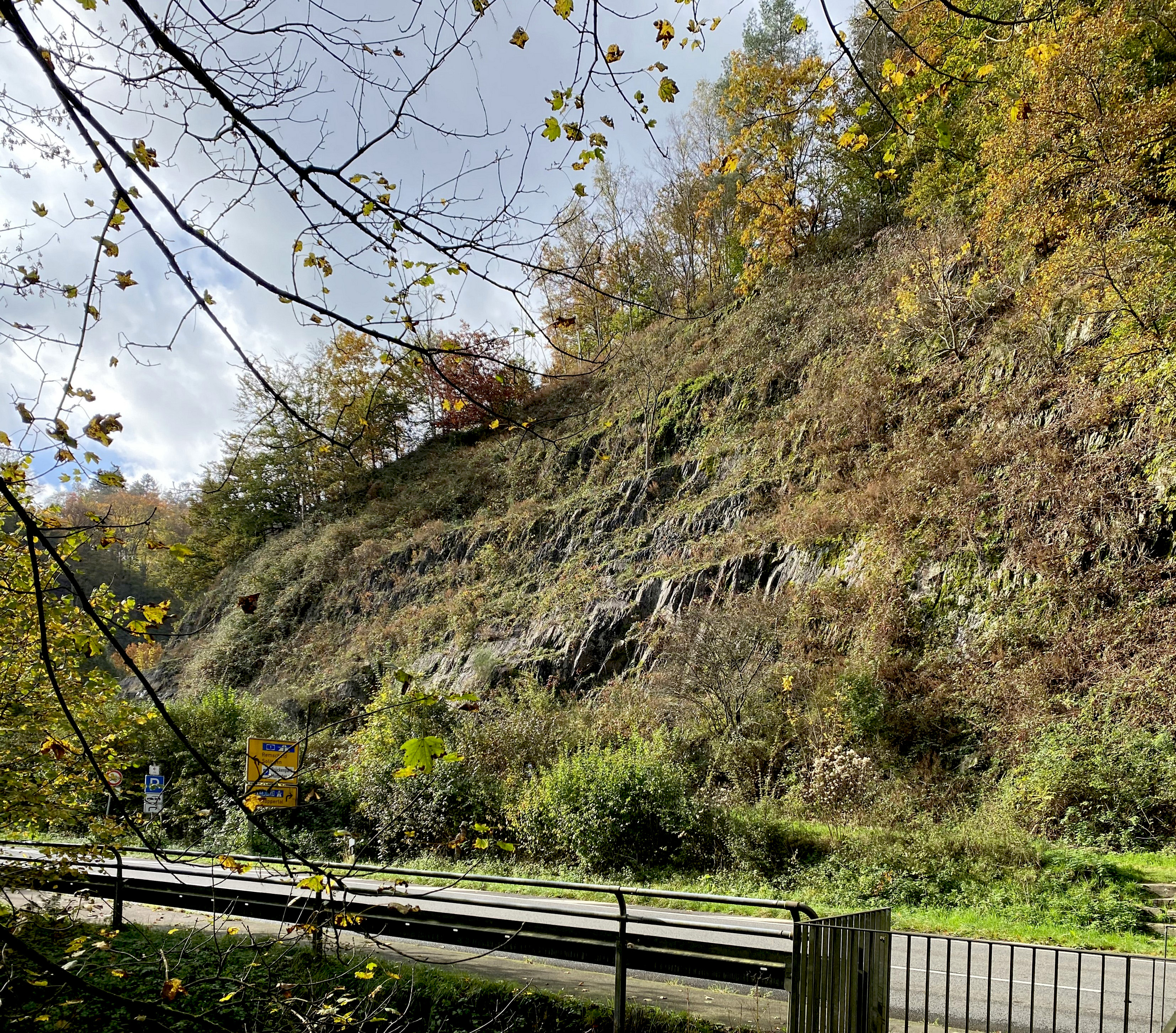
Naturdenkmal Felssporn Müngsten an der Morsbachtalstraße.
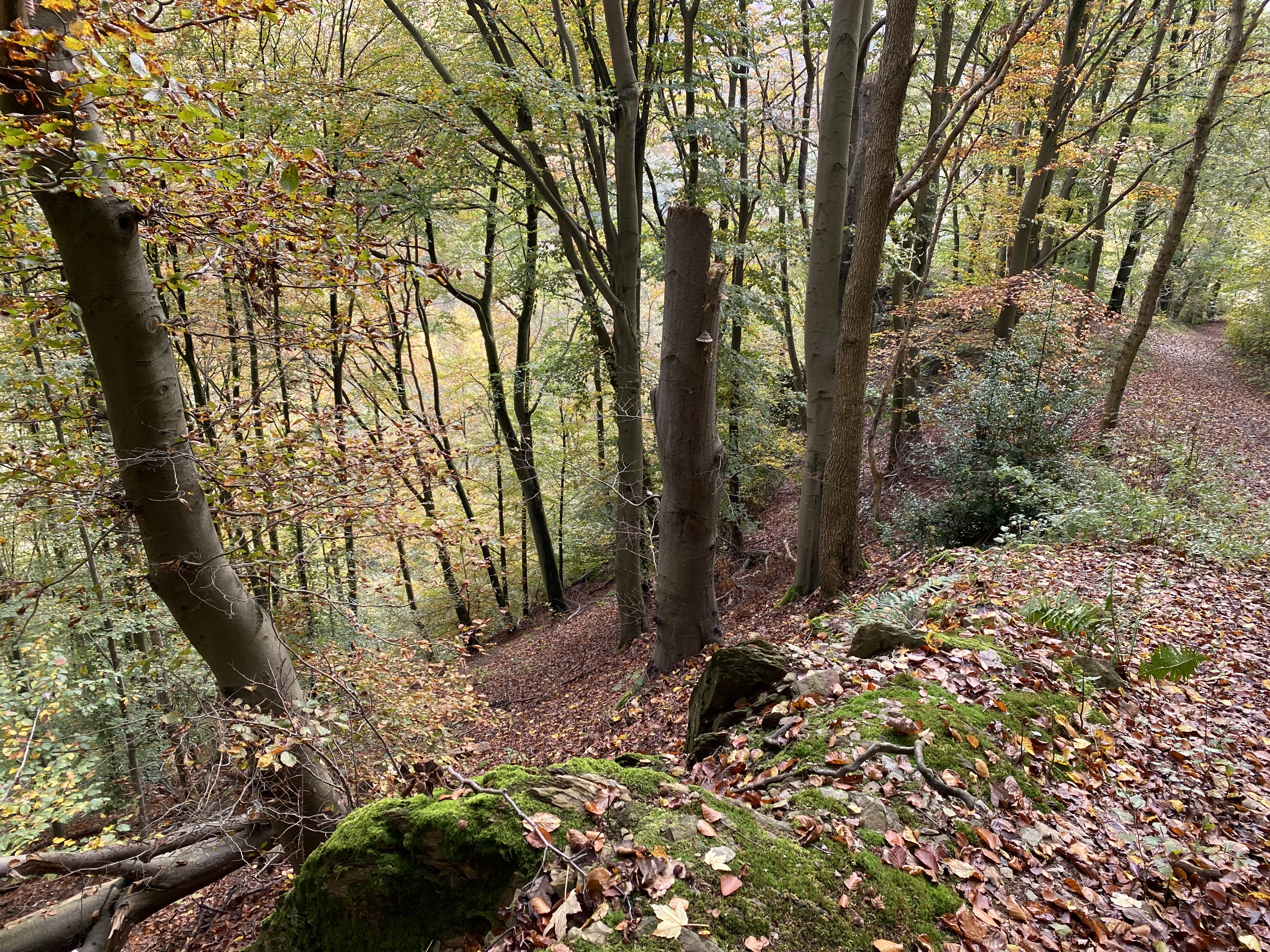
Steilhang des Schöppenberges zum Morsbachtal bei Müngsten
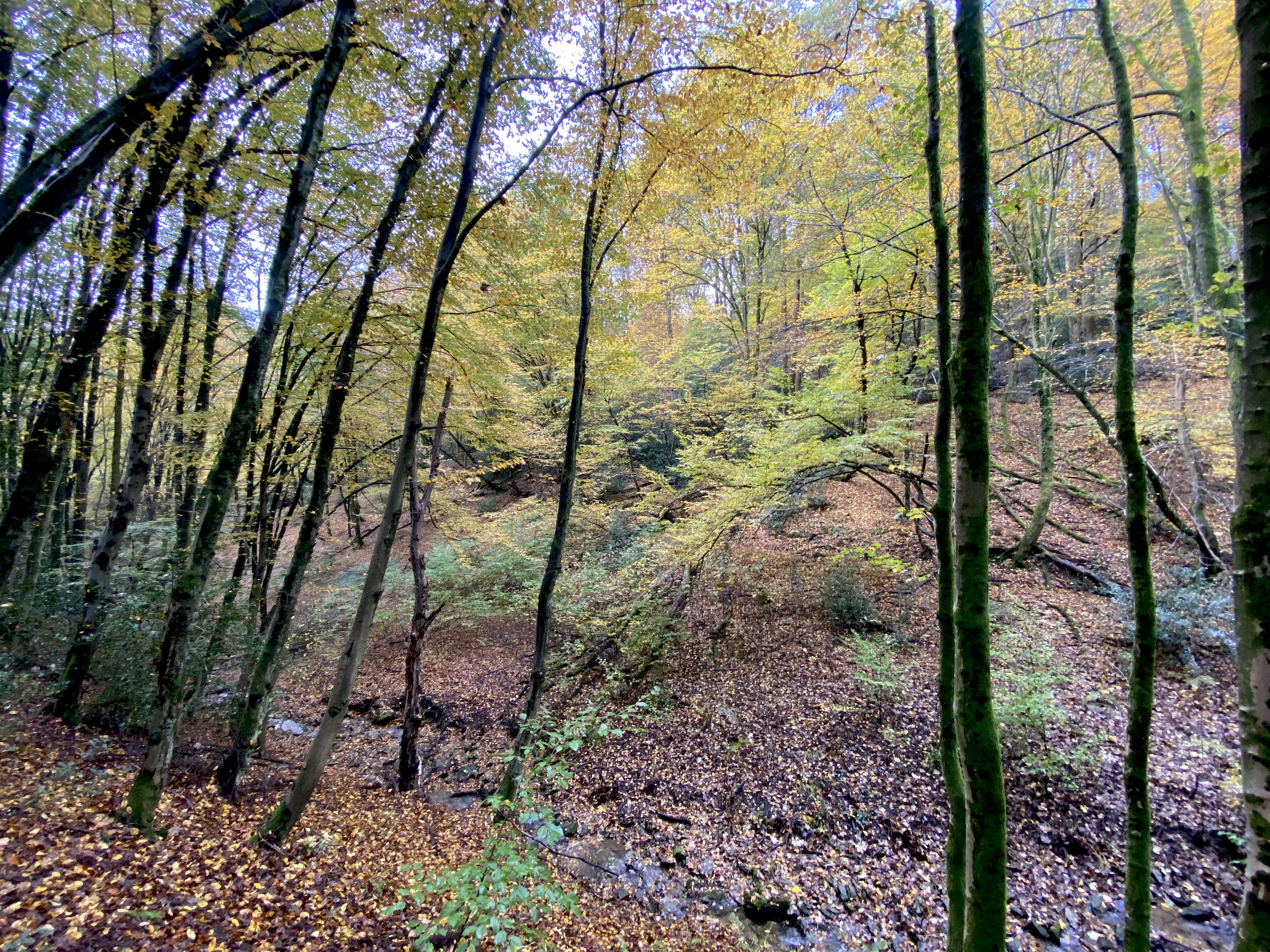
Schöppenberger Bach und Berg